# 4e Golden Globe Awards
De 4e Golden Globe Awards, waarbij prijzen werden uitgereikt in verschillende categorieën voor de beste Amerikaanse films, vonden plaats op 26 februari 1947 in het Hollywood Roosevelt Hotel in Los Angeles, Californië.

## Winnaars

#### Beste film
The Best Years of Our Lives

#### Beste regisseur
Frank Capra - It's a Wonderful Life

#### Beste acteur
Gregory Peck - The Yearling

#### Beste actrice
Rosalind Russell - Sister Kenny

#### Beste mannelijke bijrol
Clifton Webb - The Razor's Edge

#### Beste vrouwelijke bijrol
Anne Baxter - The Razor's Edge

#### Beste film voor bevorderen van internationaal begrip
The Last Chance (Zwitserland)

#### Special Achievement Award
Harold Russell - The Best Years of Our Lives